# Rionero Sannitico
Rionero Sannitico là một đô thị ở tỉnh Isernia trong vùng Molise, có cự ly khoảng 45 km về phía tây bắc của Campobasso và khoảng 15 km về phía tây bắc của Isernia. Tại thời điểm ngày 31 tháng 12 năm 2004, đô thị này có dân số 1.179 và diện tích là 29 km².
Rionero Sannitico giáp các đô thị: Acquaviva d'Isernia, Castel di Sangro, Forlì del Sannio, Montenero Val Cocchiara, Vastogirardi.